# Bristol Centaurus
Il Bristol Centaurus era un motore radiale 18 cilindri doppia stella raffreddato ad aria sviluppato dall'azienda britannica Bristol Engine Company nei tardi anni trenta.
Utilizzato da numerosi modelli di velivoli militari e civili, fu uno degli ultimi motori a pistoni ad equipaggiare aerei di linea prima della diffusione, anche nell'aviazione civile, dei motori a getto.

## Storia

### Sviluppo
Il Centaurus rappresenta l'ultimo sviluppo nei motori a pistoni dotati di valvole a fodero prodotti dalla Bristol Engine Company, divisione motoristica della Bristol Aeroplane Company. Il Centaurus era un grande Motore radiale a 18 cilindri  disposti su due stelle di 9 cilindri ognuna. Nelle ultime versioni il motore erogava 3 000 hp (2 237 kW).
Come molti motori prodotti dalla Bristol, della quale riprendeva la meccanica generale, anche il Centaurus era dotato del classico, per la Bristol, pistone da 146 mm di diametro che era stato usato per la prima volta nel 1918 sullo Jupiter. In questo motore il pistone era sistemato in un cilindro a corsa lunga. Questo, e il raddoppio del numero dei cilindri, faceva sì che la cilindrata totale del motore raggiungesse i 53,6 litri, facendolo entrare di diritto tra i più grandi motori a pistoni del suo tempo.

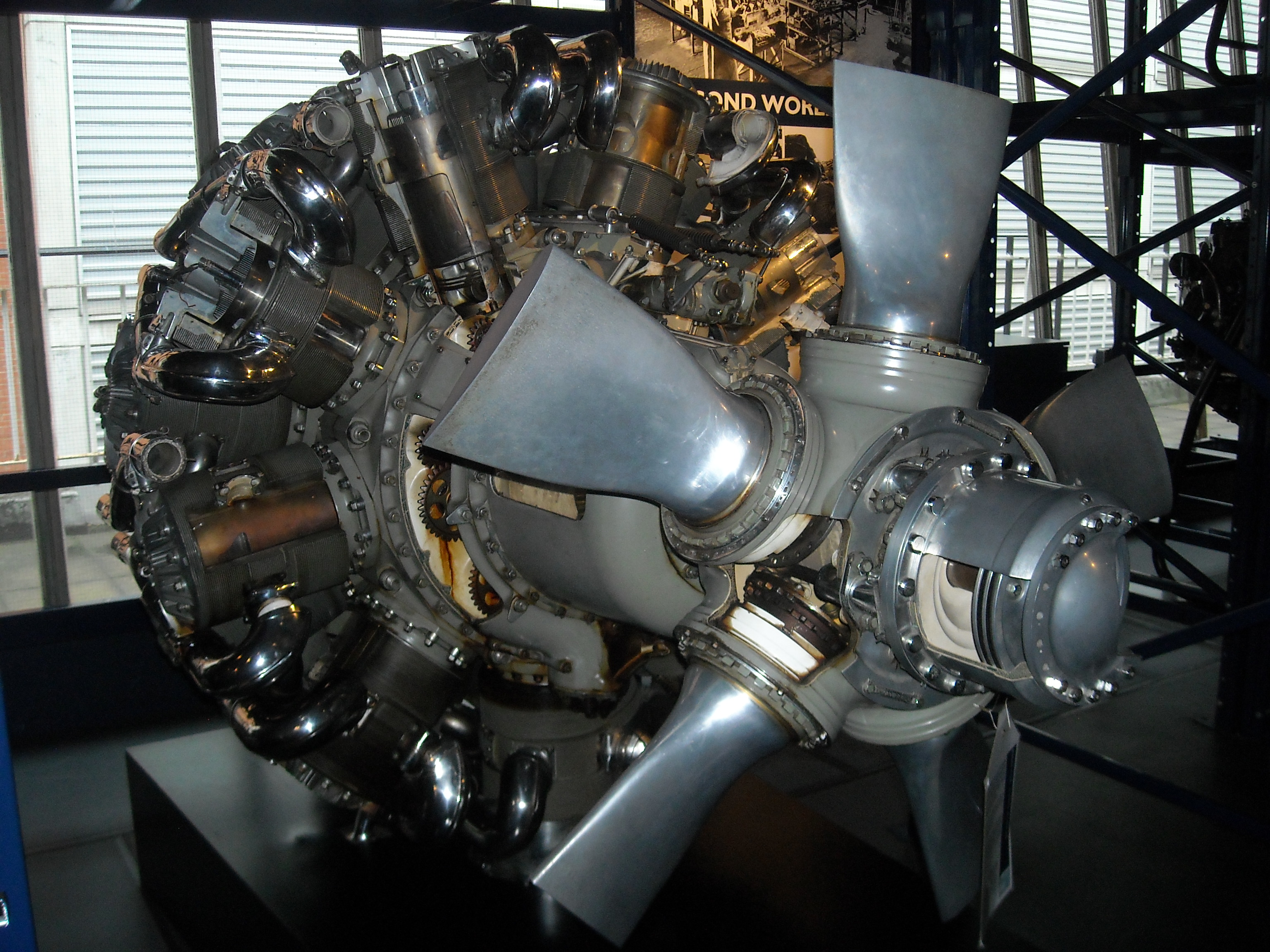
Un modello del Centaurus conservato al Museo della scienza di Londra.

La Bristol considerava il motore pronto per il 1938 ma la produzione non cominciò che nel 1942. In realtà alla fine il motore verrà utilizzato solo verso la fine del secondo conflitto mondiale. Il suo primo impiego si ebbe su un velivolo non molto fortunato: il Vickers Warwick. Fu poi impiegato, anche dopo la fine del conflitto, sul Bristol Brigand e sul Buckmaster, sullo Hawker Tempest II e Sea Fury. Venne utilizzato anche sul Blackburn Firebrand. Il motore conobbe anche un limitato impiego civile. Erano dei Centaurus i motori utilizzati sul Brabazon, progetto fallito per un grande velivolo da trasporto commerciale postbellico di produzione britannica.
Sebbene per alcuni punti di vista fosse, alla fine del conflitto, ritenuto più affidabile degli equivalenti motori stellari di grande potenza americani il Centaurus non ebbe, a causa della diversa forza dell'industria aeronautica inglese, la stessa diffusione di questi ultimi. Inoltre con l'avvento del de Havilland DH.106 Comet, primo aviogetto di linea al mondo, il suo destino quale motore per l'aviazione commerciale era in ogni caso ormai segnato.

## Velivoli utilizzatori
Italia
- Breda BZ 308

 Regno Unito
- Airspeed Ambassador
- Blackburn Beverley
- Blackburn Firebrand
- Blackburn Firecrest
- Bristol Brabazon
- Bristol Brigand
- Bristol Buckingham
- Bristol Buckmaster
- Fairey Spearfish
- Hawker Sea Fury
- Hawker Tempest
- Hawker Tornado
- Short Solent
- Vickers Warwick